# 37 Dywizja Piechoty (Imperium Rosyjskie)
37 Dywizja Piechoty (ros. 37-я пехотная дивизия) – dywizja piechoty Armii Imperium Rosyjskiego, w tym okresu działań zbrojnych I wojny światowej.

## Charakterystyka
W 1914 wchodziła w skład 18 Korpusu Armijnego. Sztab dywizji stacjonował w Sankt Petersburgu. W tym czasie dywizja etatowo posiadała cztery pułki po cztery bataliony oraz brygadę artylerii polowej z 6 bateriami po 8 dział. Doświadczenie zdobyte podczas walk na frontach I wojny światowej  skutkowało zmianami organizacyjnymi. Zimą z 1916 na 1917 rozpoczęto reorganizację dywizji piechoty. Zredukowano liczbę batalionów z 16 do 12 i zmniejszono liczbę dział polowych na mniej aktywnych odcinkach frontu.

## Struktura organizacyjna
Organizacja w 1914
- 1 Brygada Piechoty (Sankt Petersburg)
  - 145 Nowoczerkaski pułk piechoty (Sankt Petersburg)
  - 146 Carycyński pułk piechoty (Jamburg)
- 2 Brygada Piechoty (Sankt Petersburg)
  - 147 Samarski pułk piechoty (Oranienbaum)
  - 148 Kaspijski pułk piechoty (Nowy Peterhof)
- 37 Brygada Artylerii (gubernia nowogrodzka)